# On the Road
On the Road (On the Road – Pé na Estrada(pt-BR) ou Pela Estrada Fora(pt-PT?)) é o segundo romance do escritor americano Jack Kerouac. É considerado a obra-prima de Kerouac, um dos principais expoentes da geração beat dos Estados Unidos, sendo uma grande influência para os jovens no contexto da contracultura dos anos 60. Foi lançado pela primeira vez em 1957.
On the Road foi esboçado por Kerouac em vários cadernos ao longo do final dos anos 1940. Posteriormente, em abril de 1951, o livro foi datilografado por Kerouac em um único rolo de papel em apenas 20 dias, chamado de "manuscrito original" de On the Road. Posteriormente, após a recusa de várias editoras em publicar o livro, Kerouac modificou a obra e modificou o manuscrito original, dividindo o texto em parágrafos e acatando outras exigências da Viking Press.

## Trama
O livro relata a viagem pelos Estados Unidos de carro, por Sal Paradise e Dean Moriarty, repleta de sexo, drogas, álcool e liberdade. Ao contar a história de como os dois amigos atravessaram os Estados Unidos, em inúmeras idas e vindas que incluíram uma incursão ao México, Kerouac inaugurou um novo tipo de prosa, que funciona como uma trilha sonora interna ao livro — um fluxo de consciência que vai se desprendendo das palavras, das frases, dos blocos de texto. Essa escrita que tem o ritmo das ruas une a realidade ao sonho, transformando o que era uma viagem em uma busca espiritual.

## Produção e legado

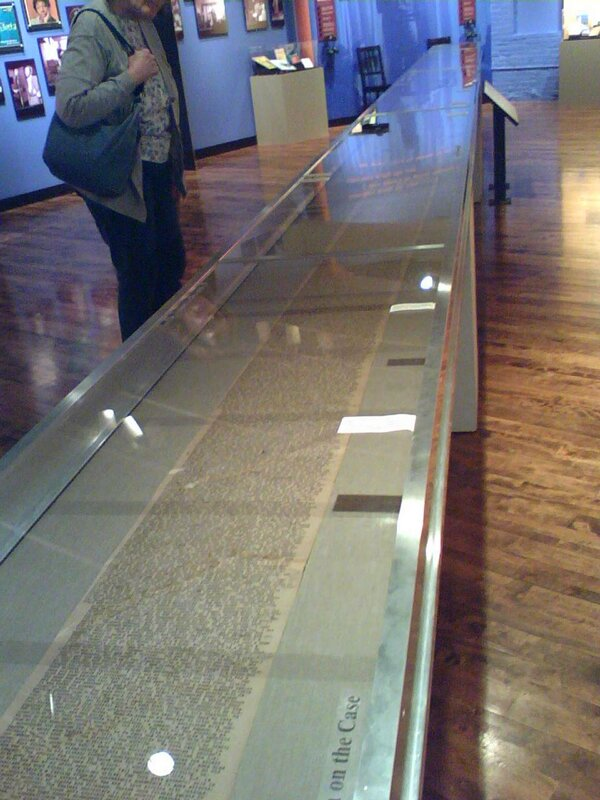
O manuscrito original em exposição no Museu Boott Cotton Mills (Massachusetts, 2007)

Em abril de 1951, entorpecido por benzedrina e café e inspirado pelo jazz, Jack Kerouac escreveu o manuscrito original do que viria a ser On the Road. Kerouac escrevia em prosa espontânea, como ele chamava: uma técnica parecida com a do fluxo de consciência.
O manuscrito original foi rejeitado por diversas editoras, e somente em 1957 On the Road foi publicado, após inúmeras alterações exigidas pelos editores. O livro, de inspiração autobiográfica, descreve as viagens através dos Estados Unidos e México de Sal Paradise (Jack Kerouac) e Dean Moriarty (Neal Cassady).
On the Road exemplificou para o mundo aquilo que ficou conhecido como a "geração beat" e fez com que Kerouac se transformasse em um dos mais controversos e famosos escritores de seu tempo – embora em vida tenha tido mais sucesso de público do que de crítica e embora rejeitasse o título de "pai dos beats".

## Adaptação cinematográfica
Na década de 1990, o diretor e produtor Francis Ford Coppola ensaiou um projeto para um filme, que acabou se concretizando em 2012, levado às telas pelo diretor brasileiro Walter Salles. O filme foi indicado à Palma de Ouro no Festival de Cannes.